# Mount Carmel
Mount Carmel es un lugar designado por el censo (en inglés, census-designated place, CDP) ubicado en el condado de McCormick, Carolina del Sur, Estados Unidos. Según el censo de 2020, tiene una población de 156 habitantes.

## Geografía
La localidad está ubicada en las coordenadas 34°1′6″N 82°30′16″O / 34.01833, -82.50444 (34.018453, -82.504446). Según la Oficina del Censo, tiene un área total de 23.80 km², correspondientes en su totalidad a tierra firme.

## Demografía
En el 2000, los ingresos promedio de los hogares eran de $19,531 y los ingresos promedio de las familias eran de $28,500. Los ingresos per cápita para la localidad eran de $9,777. Los hombres tenían ingresos per cápita por $34,375 contra los $21,563 que percibían las mujeres. Alrededor del 48.80% de la población estaba bajo el umbral de pobreza nacional. 
Según la estimación 2016-2020 de la Oficina del Censo, los ingresos promedio de los hogares son de $36,467 y los ingresos promedio de las familias son de $36,333. Alrededor del 10.0% de la población está bajo el umbral de pobreza nacional.

### Localidades adyacentes
El siguiente diagrama muestra a las localidades en un radio de 24 kilómetros (14,9 mi) de Mount Carmel.